# Bokor
Bokor (masculino) ou Caplata (feminino), no vodu, são feiticeiros de aluguel, que podem ou não ser sacerdotes (hungã/Hougan, masculino, ou mambo, feminino) e que "servem aos loás com ambas as mãos", i.e. praticam tanto a magia maléfica quanto a benevolente. Dentre esses malefícios, está inclusa a criação de zumbis e a criação de talismãs 'ouangas', amuletos, i.e. espíritos da casa.
O termo Bokor também pode se referir ao líder da divisão Makaya de vodu (originária do Haiti) e os termos  Bokor e Caplata também podem se referir ao maior grau de iniciação no Voodoo do Mississipi e vodu dominicano [carece de fontes?]. O termo Bokor, pode ser traduzido como corpo feitiço, em sua transliteraçao mais próxima do português. 
A figura do Bokor e Caplata, são muitas das vezes solitária ou reservada. Nas tradições de familia de Voodoo americano, formam o mais alto grau de conhecimento dentro do culto Voodoo. Trabalham e executam serviços espirituais dos mais diversos em troca de dinheiro, presentes ou vantagens. São muito voltados a prática conhecida como Wangas - Feitiços do português, Spell Voodoo do inglês. Tanto a Caplata quanto o Bokor possuem alto conhecimento e anos de estudo e prática. Mesmo que o dom e poder tenham vindo desde o nascimento. 
O fato de o Vodou (Haiti) possuir maior número de fiéis, O Voodoo (grafia americana) tem sua importância e validade histórica, a qual não deve ser esquecida. 

## Descrição
Bokors são destaques em muitos contos do Haiti e estão freqüentemente associados com a criação de 'zumbis' pelo uso de uma poção mortal ou poção geralmente contendo veneno extraído do baiacu. Esta poção faz com que o bebedor pareça ser morto e, portanto, ele é muitas vezes enterrado, mais tarde, o sacerdote voltará para o "cadáver" e forçá-lo a fazer sua vontade, como o trabalho manual. Ao "cadáver" é dado amiúde drogas deliriant, principalmente datura,[carece de fontes?] o que os coloca em um individual, estado mais ou menos de um sonho. Seu estado é comparado a ser a mente controlada.  A pessoa está totalmente viva, mas em um estado onde eles não podem controlar o que eles dizem ou fazem; neste momento, quando a pessoa foi "reanimada" a partir do túmulo, ou pelo menos está se movendo sobre o trabalho para o bokor, eles podem ser denominados "zombies." No entanto, algumas lendas zombi dispensam esta explicação mais racional, e ter o
bokor que levantar zumbis de corpos mortos, cujas almas partiram.
Além disso, bokors são ditos trabalhar com zombi/zombie astrais - almas ou espíritos que são capturados em um fetiche e feitas para melhorar o poder de Bokor. Bokors trabalham normalmente com Loas Barão Samedi, Kalfou, Lebá e Simbi Makaya (loa cobra), Guedeh, Djabs, além de em alguns casos, eles são ditos trabalhar com Grand Bois, o loa da floresta.
Bokors são semelhantes aos "root workers" do Voodoo americano e Voodoo de Nova Orleans. Alguns podem ser sacerdotes de uma casa de vodu e nem sempre levam o nome de Houngan/Ougan e Mambo. Está diversidade ocorre, porque nem sempre o Bokor ou Caplata tiveram relações ou iniciação no Vodou (Haiti). Muitos estão vinculados as suas linhagens de tradição familiar ou apenas ao Voodoo dos Estados Unidos. Bokor geralmente são escolhidos no nascimento, aqueles que se acredita ter um grande axé (poder). Um Bokor pode ser, por termos judaico-cristão, bem ou mal, embora algumas fontes consideram-no uma versão de um mal hungã.